# کولخوزنی (آدیغیه)
کولخوزنی (به لاتین: Kolkhozny) یک منطقهٔ مسکونی در روسیه است که در آدیغیه واقع شده‌است.